# Atsushi Ōkubo
Pour les articles homonymes, voir Ōkubo.
大久保・篤
Œuvres principales
Première œuvre : B.Ichi
Autres ouvrages :
- Soul Eater
- Fire Force

Atsushi Ōkubo (大久保・篤, Ōkubo, Atsushi, parfois romanisé « Ohkubo ») est un dessinateur de manga japonais.
Il est principalement connu pour être l'auteur des shōnen manga Soul Eater et Fire Force.

## Biographie
Auparavant, il a été un des assistants de Rando Ayamine pour la série Get Backers pendant deux ans.

## Œuvres
- 2001 - 2002 : B.Ichi (B壱?) - Auteur, dessinateur
- 2003 - 2013 : Soul Eater - Auteur, dessinateur
- 2011 - 2014 : Soul Eater Not! - Auteur, dessinateur
- 2015 - 2022 : Fire Force - Auteur, dessinateur

## Assistants
- Maru Tomoyuki (Tripeace)
- Yoshiki Tonogai (Doubt, Judge)
- Takatoshi Shiozawa (Full Moon)
- Mikoto Yamaguchi (Scumbag Loser)
- Kei Urana (Gachiakuta)

## Récompenses
- Prix du public Polymanga
- AMGP Meilleur Shonen 2010